# مارك وليامز (لاعب كرة قدم)
مارك وليامز (بالإنجليزية: Marc Williams)‏ (27 يوليو 1988 في المملكة المتحدة - ) هو لاعب كرة قدم بريطاني في مركز الهجوم. شارك مع منتخب ويلز تحت 17 سنة لكرة القدم ومنتخب ويلز تحت 19 سنة لكرة القدم ومنتخب ويلز تحت 21 سنة لكرة القدم. أما مع النوادي، فقد لعب مع نادي ريكسهام ونادي لاندودنو وWales national semi-professional football team ‏ ونورثويتش فيكتوريا ونادي كيدرمينستر هاريرز لكرة القدم وChester F.C. ‏ وColwyn Bay F.C. ‏.

## وصلات خارجية
- مارك وليامز على موقع قاعدة بيانات كرة القدم.إي يو (الإنجليزية)
- مارك وليامز على موقع Soccerbase.com (لاعب) (الإنجليزية)